# セケンエンラー・タア
セケンエンラー・タア（Seqenenre Tao, 在位：紀元前1591年頃 - 1574年頃または前1559年頃 - 1555年頃）は、古代エジプト第17王朝の8番目あるいは13番目のファラオ（王）。しばしばセケンエンラー2世、タア2世とも呼ばれる。

## 概要
先代の王セナクトエンラー・イアフメスとその王妃テティシェリの息子だったと思われる。王妃かつ姉妹であるイアフヘテプ1世との間に第18王朝初代の王イアフメス1世がいる。
当時のエジプトは異民族の連合体であるヒクソスの支配下にあり、第17王朝をはじめとする土着のエジプト人の政権は、アヴァリスを中心に下エジプトを治める第15王朝に臣従していた。第19王朝時代に成立した『アポフィスとセケンエンラーの争い』という説話によれば、第15王朝のアペピ（アポフィス）王は「テーベの神殿で飼われているカバの鳴き声が煩くて王の眠りを妨げるので殺すように」という殆ど言いがかりのような要請を送っている。対してセケンエンラー・タアは使者を親しく迎え入れ、アペピへの二心無きことを誓ったという。これが完全な史実とは考え難いが、即位した当初は先代の王たちの方針を受け継いで、親ヒクソスの姿勢を維持していたと考えられる。

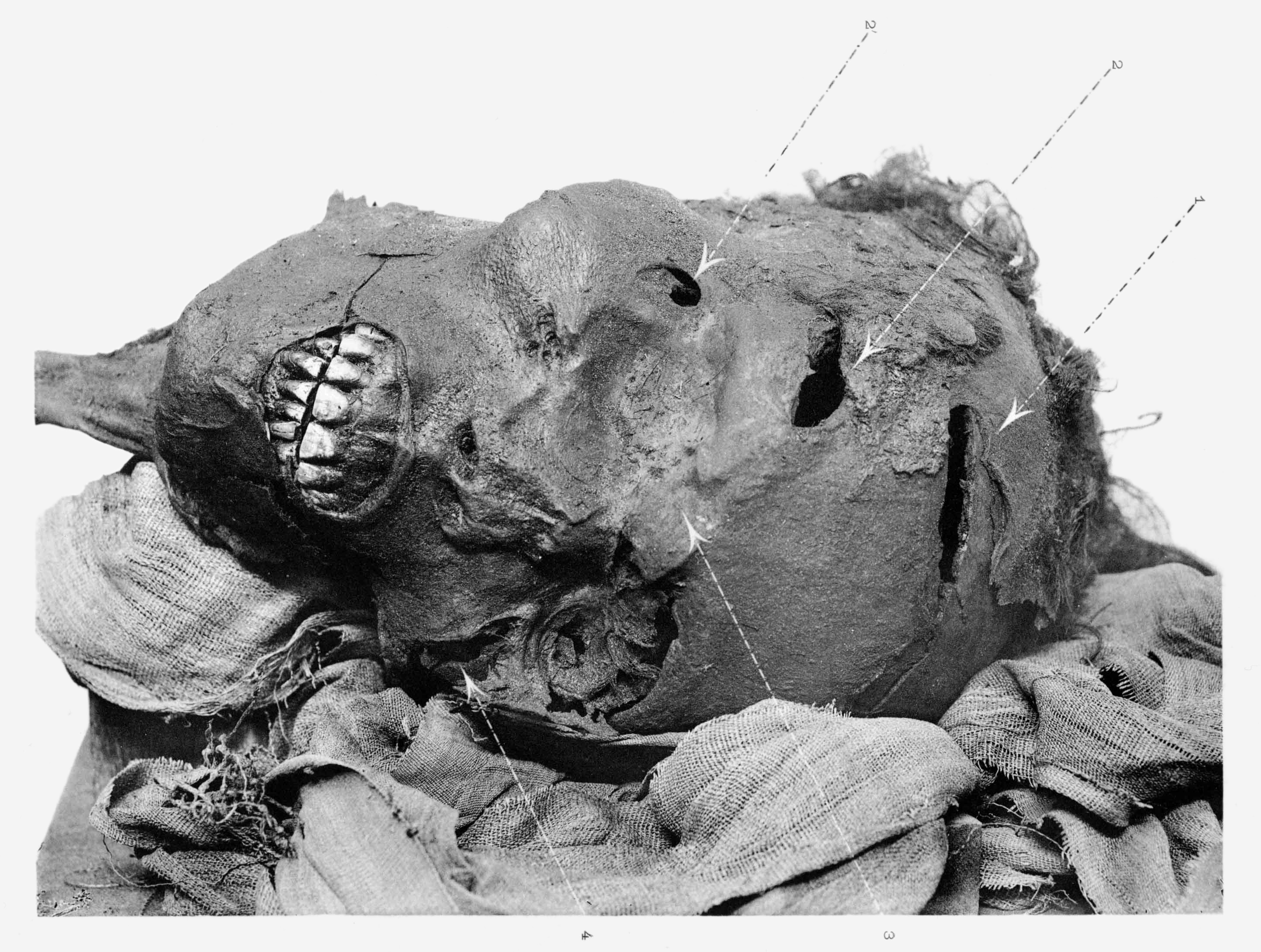
セケンエンラー・タアのミイラ

だが、最終的にセケンエンラー・タアはヒクソスの権威に反旗を翻し、戦いを挑むようになった。その証拠に、デル・エル・バラスに築かれた第17王朝後期の宮殿は巨大な周壁に囲まれ、近くの山腹からは軍事基地の跡が発掘されている。1881年にデイル・エル・バハリの竪穴から発見された王のミイラの頭部には武器によってつけられた複数の裂傷があり、彼が暴力的な最期を遂げたことを示している。傷の殆どが水平に付つけられているのに対し、身体には目立った外傷が無い事から、研究者はセケンエンラー・タアが眠っていた所を襲われたか、戦闘で打ち倒された上で止めを刺された、あるいは敵に囚われた後に処刑されたものと推測している。ミイラの保存状態も相当悪く、姿勢も真っ直ぐに矯正されていないため、急いで防腐処理が施されたか、遺体の回収が遅れて腐敗が始まっていたと思われる。
2021年2月17日、エジプト観光・考古省は最新の研究結果を発表し、死因は処刑だったことを突き止めたと発表した。その証拠として「(ミイラは)手が変形しており、セケンエンラー・タアが戦場で捕らえられた可能性」を指摘し、「後ろ手に縛られて」いて頭部への「激しい攻撃を防ぐことができなかった」との見方を示している。また、CTスキャンでは「これまでの調査では見つかっていなかった傷」が見つかり、これらの傷がエジプト考古学博物館に収蔵されているヒクソスの短剣、おの、やりといった武器と照合した。以上の事から、セケンエンラー・タアは戦場で捕虜となり、その後「処刑式」で殺害されたと結論づけた。そして骨のスキャンの結果、セケンエンラー・タアの死亡時の年齢が40歳前後だったことも明らかになった。
イアフメスはまだ幼かったため、セケンエンラー・タアの兄弟または子でイアフメスの兄にあたるとみられるカーメスが王位を継いだ。